# Triadobatrachus

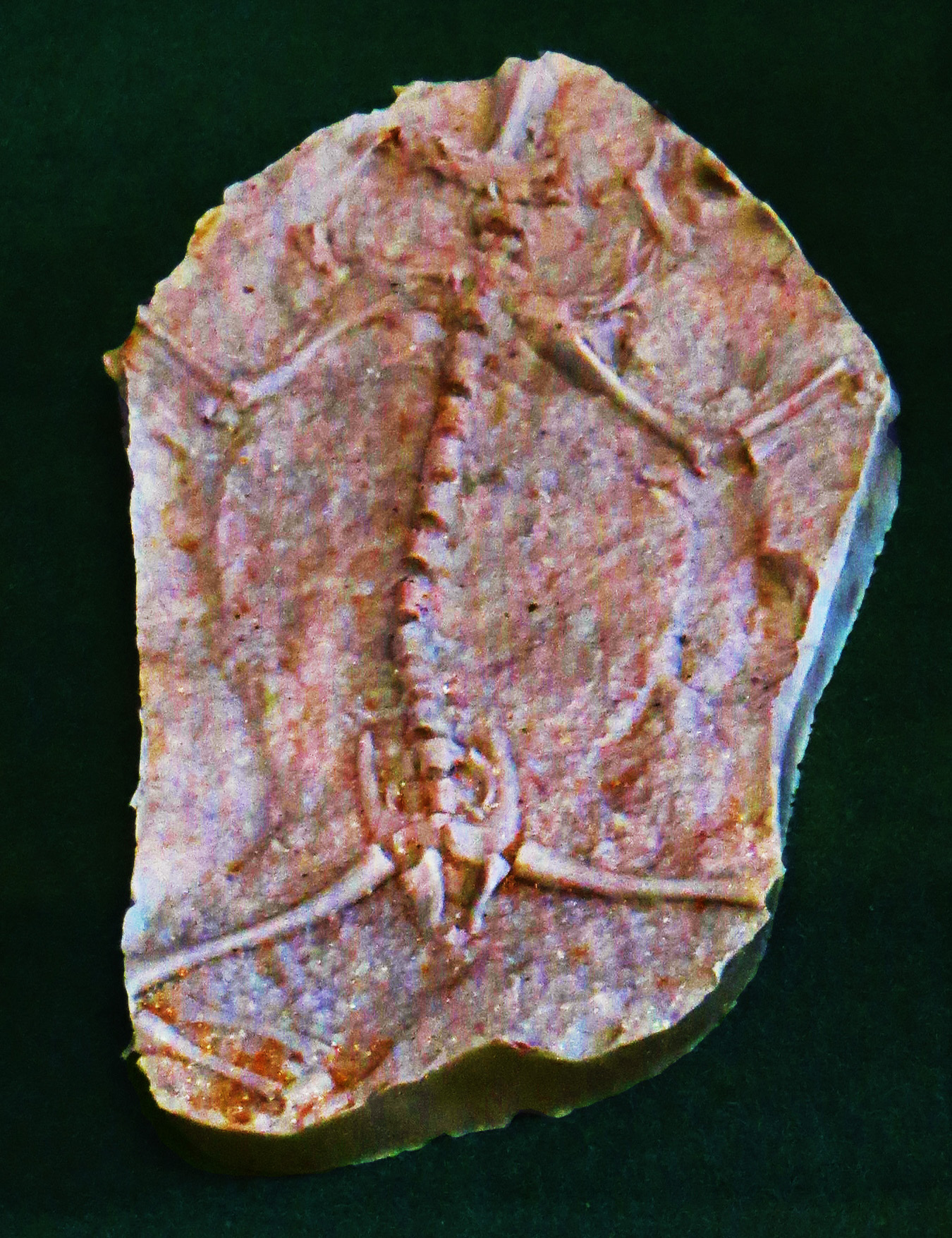
Fósil de Triadobatrachus massinoti.

Triadobatrachus massinoti es una especie extinta de anfibio del clado Salientia, grupo que incluye a los Ranas y taxones relacionados con este. Vivió a comienzos del período Triásico durante el Induense (hace aproximadamente 250 millones de años), en lo que hoy es Madagascar. Medía casi 10 cm de longitud y retenía muchas características primitivas, como un mayor número de vértebras (14) que las ranas modernas (5-9), incluyendo seis vértebras caudales en adultos. No presentaba, a diferencia de los anuros, la radio y la ulna fusionadas, al igual que la tibia y la fíbula. Probablemente nadaba con movimientos convulsivos de sus patas, que luego desarrollarían las poderosas patas saltadoras modernas. El esqueleto de Triadobatrachus recuerda a las modernas ranas, por una red de finos huesos separados por grandes aberturas. Como evidencia de sus grandes orificios del oído, Triadobatrachus poseía un sistema auditivo desarrollado.

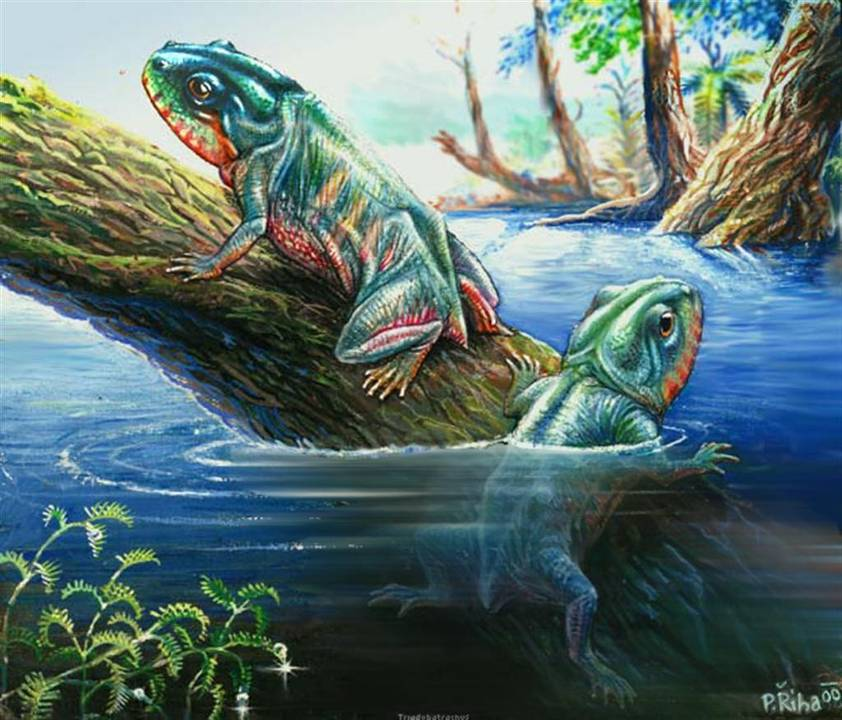
T. massinoti.